# Ачади, Игнац
Игнац Ачади (настоящая фамилия — Адлер) (венг. Acsády Ignác; 9 сентября 1845, Надькарой, Австрийская империя (ныне Карей, Румыния) — 17 декабря 1906, Будапешт, Австро-Венгрия) — венгерский историк, журналист и прозаик, член-корреспондент Венгерской академии наук (1888).

## Биография
Родился в еврейской семье. Обучался в реформатских высших школах в Дебрецене и Пеште. Изучал право в Пештском университете. Получил известность как журналист и романист. Особую известность ему принёс обобщающий труд «История венгерского крестьянства». Одним из первых среди венгерских историков сделал крестьянство предметом исторического анализа, пытался осмыслить и описать формы борьбы крестьян против ужесточения зависимости от помещиков.

## Научная деятельность
С конца 1870-х годов посвятил себя изучению экономической и социальной истории Венгрии XVI—XVIII веков.
Автор работ по социально-экономической истории феодальной Венгрии, истории финансов в правление императора Фердинанда I Габсбурга, об экономическом положении дворянства XVI века, демографии Венгрии в начале XVIII века, написал 5-й том «История разделения Венгрии на 3 части, 1526—1608» для 10-томной «Истории венгерской нации» под редакцией Ш. Силади.
Заслуга его заключается в установлении преобладающей роли крупного землевладения в Венгрии XVI века («Землевладение в Венгрии 1494—1598», 1894, и др.).
Итогом многолетней исследовательской работы явилась «История венгерского крепостного крестьянства» (1906, переизд. 1948, 1950; словацкий пер. 1955, рус. пер. 1956). Особую
известность И. Ачади принёс обобщающий труд «История венгерского крестьянства». Одним из первых среди венгерских историков сделал крестьянство предметом исторического анализа, пытался осмыслить и описать формы борьбы крестьян против ужесточения сеньориальной зависимости.
Работы И. Ачади, благодаря широте охвата источников и обилию фактического материала, сохранили своё значение до настоящего времени.

## Избранные труды
- «Венгерские финансы в правление Фердинанда I. 1526-64» («Magyarország pénzügyei I. Ferdinánd uralkodása alatt. 1526-64», 1888),
- «Экономическое положение Венгрии в XVI и XVII веках» («Közgazdasági állapotaink a XVI és XVII százádban», 1889),
- «Налогообложение крепостных в 1564-76» («A jobbágy-adózás 1564-76 ban», 1894),
- «Налогообложение крепостных 1577-97» («A jobbágy-adózás 1577-97 ban», 1896).
- «Землевладение в Венгрии 1494—1598» («Régi magyar birtokviszonyok 1494—1598», 1894),
- «Венгерское дворянство и его землевладение после мохачской катастрофы» («A magyar nemesség és birtokviszonyai a mohácsi vérz után», 1890)).

Ему же принадлежит несколькл общих работ по истории Венгрии: «История Венгрии в период раздела её на три части» («Magyarország három részre oszlásának története. 1526—1608», 1897), «История Венгрии в период правления Леопольда I и Иосифа I» («Magyarország története I. Lipót és I. József koraban, 1657—1711», 1898), «История венгерской империи» ("A magyar birodalom története ", К. 1-2, 1903—1904).